# 赫连定皇后
赫连定皇后（?—?），十六国时期夏国皇帝赫连定的皇后，姓名不详。承光三年（430年）十二月十五丁卯日，夏的上谷公赫连社干、广阳公度洛孤献平凉城，投降北魏。太武帝拓跋焘把赫连定的皇后赐给了救出被夏国俘虏的奚斤的关中侯豆代田。